# Флот Чжэн Хэ
Парусный флот, во главе которого стоял евнух Чжэн Хэ, был построен в начале XV века в китайской Империи Мин, и состоял из не менее чем 250 судов. Если верить данным, приведённым в источниках периода, в число флота входили суда являвшиеся самыми большими в мировой истории деревянного кораблестроения и сравнимые по своим размерам с крупнейшими из когда-либо существовавших парусных кораблей.
Флот Чжэн Хэ совершил 7 путешествий из Китая в Юго-восточную Азию, Цейлон и Южную Индию. В ходе некоторых путешествий флот доходил до Ормуза в Персии, а его отдельные эскадры — и до нескольких портов в Аравии и Восточной Африке.

## Контекст
Обширная судостроительная программа императора Чжу Ди (эра Юнлэ: 1403—1424) была частью энергичной внешней политики этого императора, направленной на повышение авторитета «Серединного государства» (Китая) и его новой, созданной его отцом, Минской династии, среди всех ближних и дальних соседей Китая.
Вскоре после прихода к власти, император Юнлэ развернул обширную судостроительную программу — как для нужд каботажного судоходства (в частности, перевозки зерна из дельты Янцзы в район Пекина), борьбы с пиратами у берегов Китая и плаваний в соседнюю Корею, так и для дальних плаваний. В мае 1403 года император дал указание на постройку 137 океанских судов в провинции Фуцзянь. Тремя месяцами позднее вышел запрос на ещё 200 судов, которые должны были строиться практически во всех остальных юго-восточных провинциях: Цзянсу (в частности, Сучжоу), Цзянси, Хугуан, Чжэцзян и Гуандун. А в октябре было объявлено, что ещё 188 плоскодонных судов нужно переоборудовать для выхода в открытое море. Всего же с 1403 по 1407 гг. было построено или переоборудовано для плавания в открытом море 1.681 судов.
Строительство самых крупных судов, известных как «корабли сокровищ» (кит. упр. 宝船, пиньинь bǎochuán, палл. баочуань)
развернулось на судоверфи Лунцзян («Драконовая река»). Это огромное предприятие расположилось прямо под стенами тогдащней столицы, Нанкина, на реке Циньхуай (秦淮) близ её впадения в Янцзы.

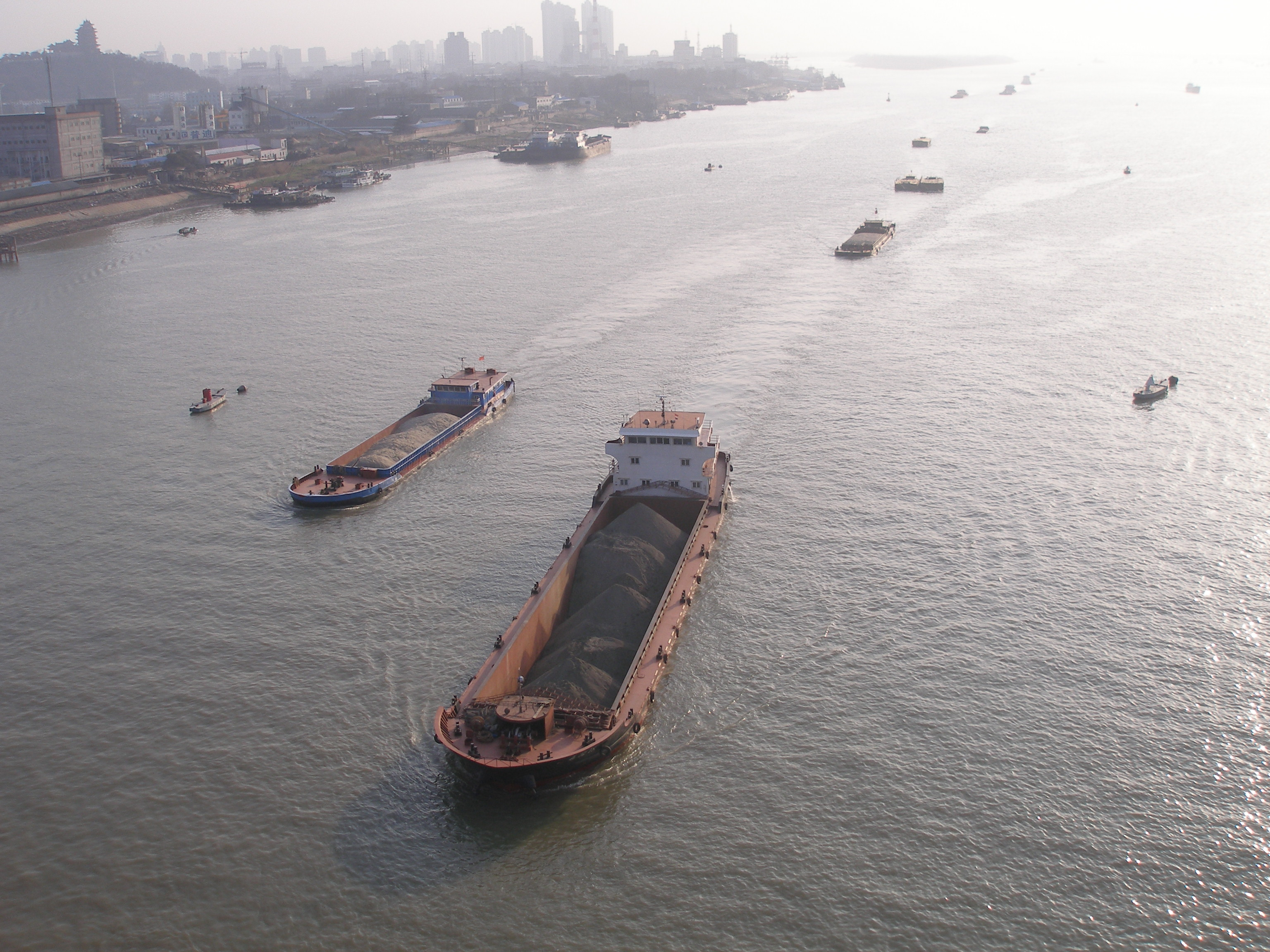
Река Янцзы в Нанкине в наши дни. Знания о её глубине (до начала современных дноуглубительных работ) позволяют утверждать, что осадка кораблей Чжэн Хэ не могла превышать 7.5 м.

## Состав флота
Среди историков существуют разные мнения о числе судов во флоте Чжэн Хэ. К примеру, автор популярной биографии Чжэн Хэ
(Levathes, 1994, p. 82), следуя многим другим авторам (к примеру, авторитетной истории Минской эры, вычисляет состав флота, участвовавшего в первой экспедиции Чжэн Хэ (1405—1407) как 317 судов, складывая 62 корабля-сокровищницы о которых говорится в «Истории Мин» с «250 кораблями» и «5 кораблями» для океанских плаваний о заказе которых говорится в других источниках периода. Однако Э. Дрейер, анализируя источники, полагает что складывать подобным образом цифры из разных источников некорректно, и в реальности упоминание о «250 кораблей» подразумевает все суда, заказанные для этой экспедиции.
Тем не менее, сам факт подобной дискуссии показывает скудость существующей информации о флоте Чжэн Хэ.
Существуют разногласия и по составу флота, участвовавшего в последующих экспедициях: ряд историков полагает, что в некоторых из них участвовало гораздо меньше кораблей, нежели в первой,

тогда как из анализа Э. Дрейера следует, что все экспедиции имели сходный набор судов: 40-60 огромных «кораблей-сокровищниц» и около 200 судов обычных для тогдашних китайских моряков и корабелов размеров. (Дрейер не делает детальной оценки размеров этих «обычных» судов, но размеры судов более ранних — сунской и юаньской — эпох, известных нам из письменных и археологических источников, обсуждаются другими историками; см. ниже.)

## Размер кораблей-сокровищниц

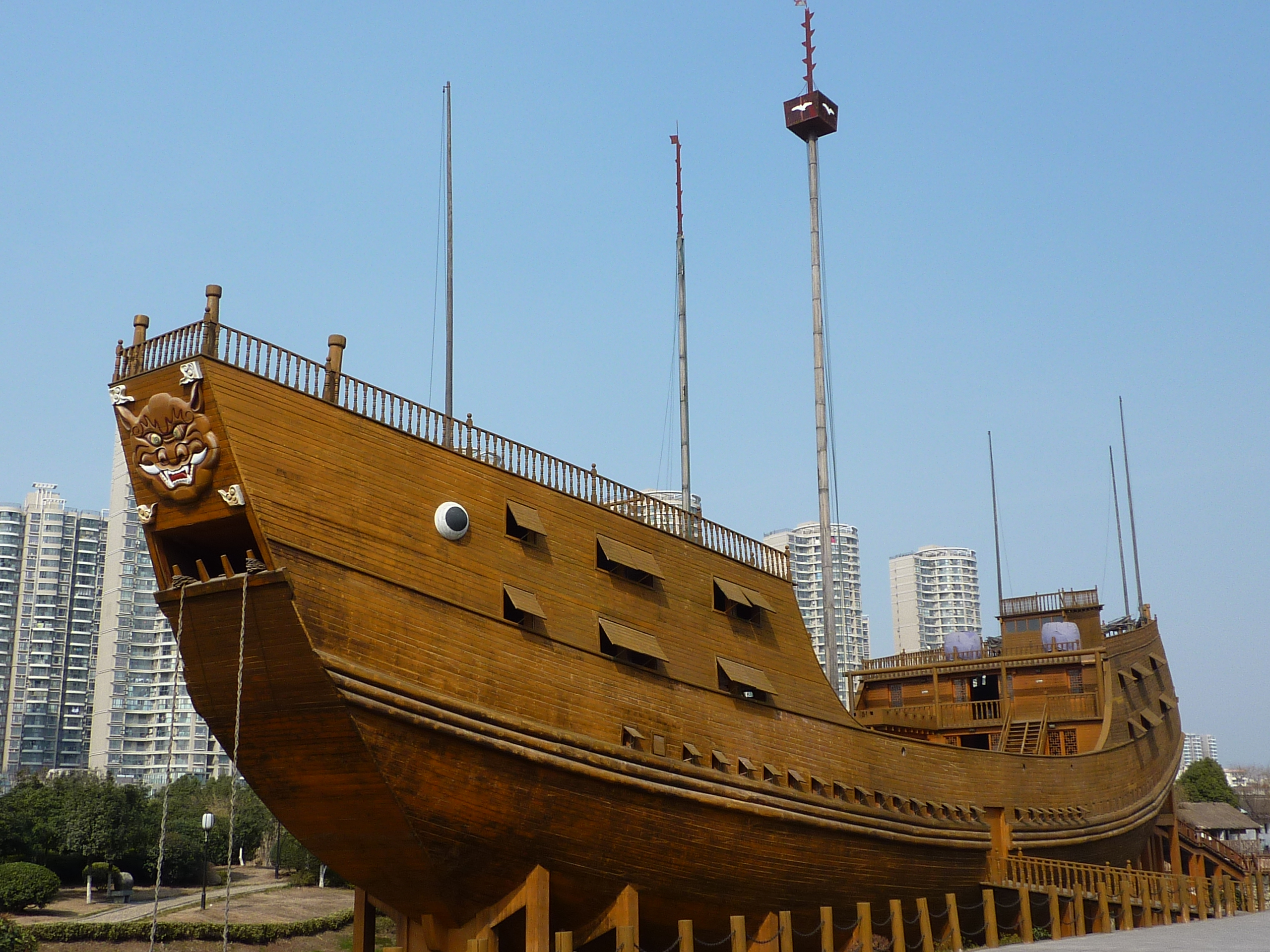
Стационарная полноразмерная модель «корабля-сокровищницы среднего размера» (63,25 м в длину), построенная ок. 2005 г. на месте бывшей судоверфи Лунцзян в Нанкине. Модель имеет железобетонные стены с деревянной обшивкой

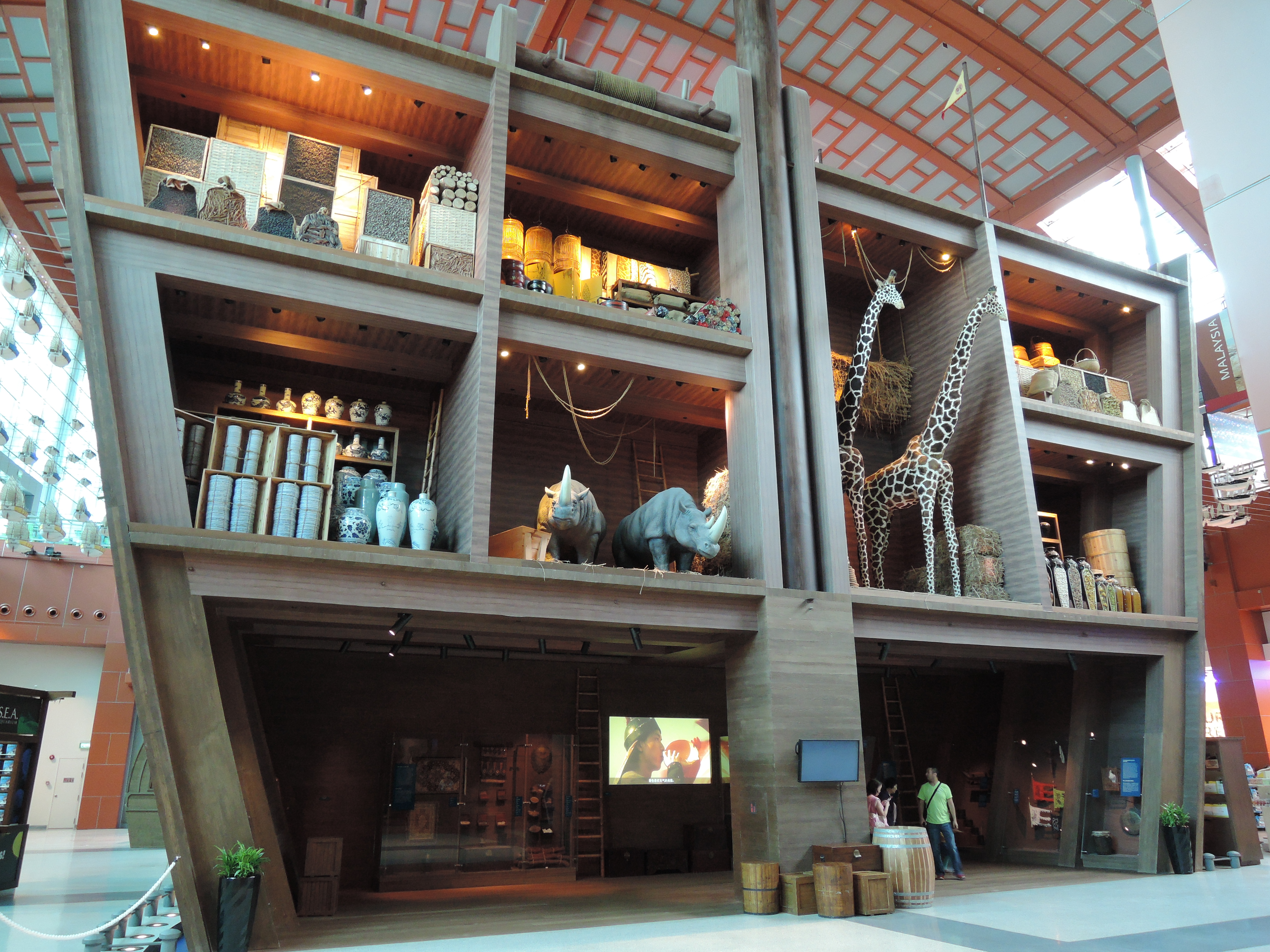
Поперечное сечение большого «корабля-сокровищницы» (макет в Морском музее на острове Сентоса, Сингапур)

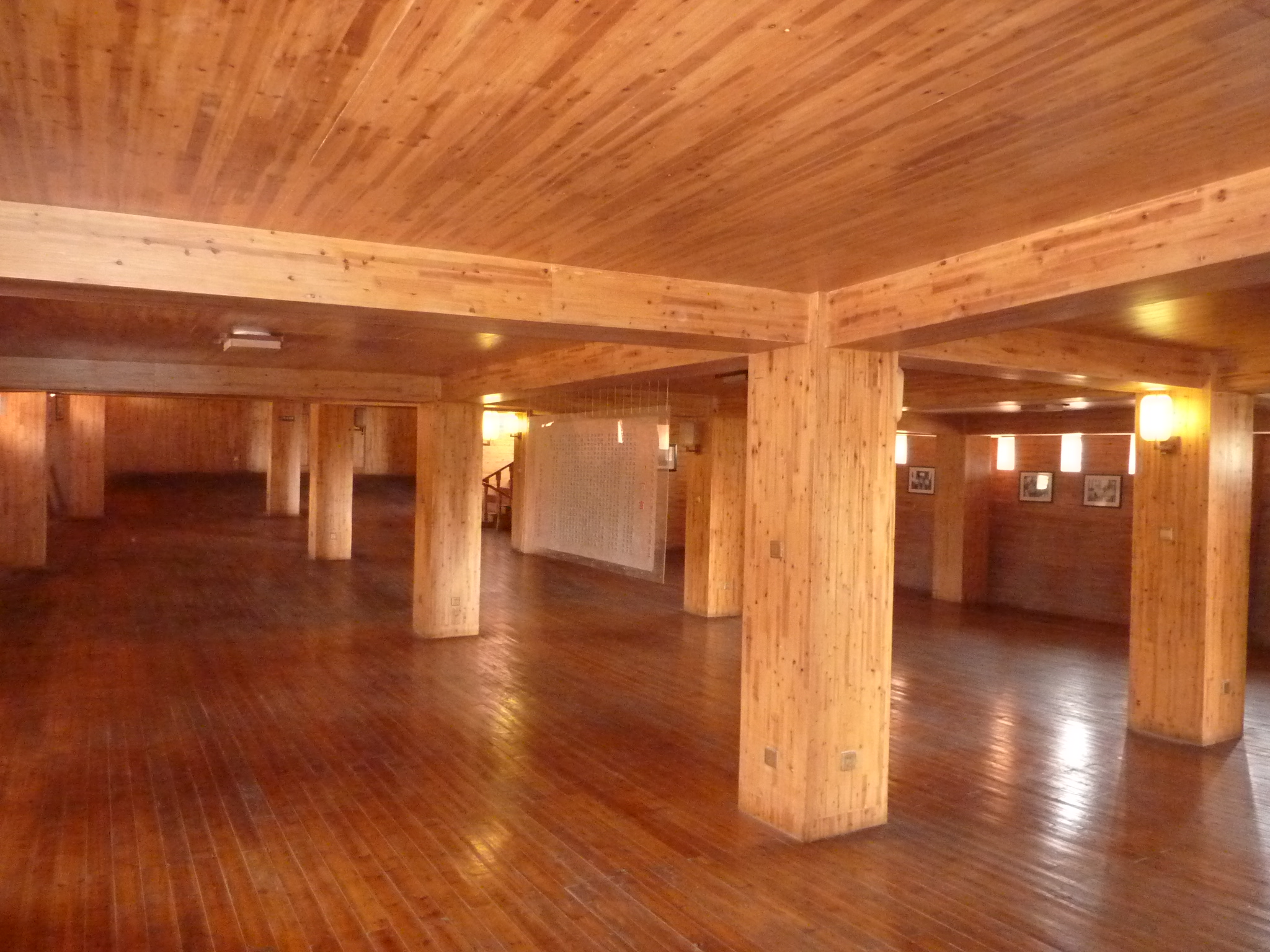
Внутреннее устройство корабля (макет, экспонирующийся в Нанкине)

Наибольший интерес потомков вызывают чаще всего крупнейшие корабли флота Чжэн Хэ, которые в современных ему источниках был известны, как правило, как «корабли сокровищ» («баочуань»). Согласно источникам[каким?] о первых двух плаваниях флота, к этому классу причислялось 62 или 63 корабля.
О том, каковы на самом деле были эти «корабли сокровищ», известно мало. Источники, однако, неизменно упоминают о том, что «сокровищницы» — или по крайней мере крупнейшие из них — отличались огромными размерами. Согласно биографии Чжэн Хэ в официальной «Истории Мин» (составленной, впрочем, 300 лет спустя), они были 44 чжана (то есть 440 чи) длиной и 18 чжанов в ширину; романист Ло Маодэн дает более «символическое» число для длины, 44 чжана и 4 чи (то есть 444 чи).
Чтобы показать, что столь огромные размеры — не описка переписчика (или резчика по дереву), некоторые источники записывают число 44 «большими цифрами», то есть 肆拾肆 вместо обычного 四十四.
Неизвестно, как точно перевести эти данные в метрическую систему, поскольку во времена Чжэн Хэ наряду со «стандартным» чи минской эры (около 31.1 см), существовали и другие варианты этой меры длины. Как-то, корабелы в провинции Цзянсу (где находится Нанкин), строившие плоскодонные суда для торговли с Кореей, обыкновенно использовали хуайхэйский чи (около 33.8 см), тогда как в Фуцзяни (откуда в основном и шла торговля с южными морями), применялся чи длиной 26.7-28 см. Согласно Э. Дрейеру, современные историки склоняются к интерпретации размеров кораблей Чжэн Хэ в терминах более коротких фуцзяньских чи. Но даже полагая чи за 26.7 см, мы получаем для флагманских кораблей Чжэн Хэ размеры не меньше чем 117 м длиной и 48 м шириной — то есть в два раза длиннее крупнейших европейских парусных деревянных судов, трехдечных линейных кораблей XVIII-начала XIX веков.
(См. также Список крупнейших деревянных кораблей в мире). Суда таких размеров были бы значительно шире, чем максимальная ширина судна, способного пройти через современный Панамский канал (стандарт размеров Panamax).
Источники не дают никакой информации о размере кораблей Чжэн Хэ в третьем, вертикальном, измерении. Однако поскольку они строились и базировались в Нанкине, и неоднократно выходили оттуда в море по Янцзы (в том числе и зимой, в межень), их осадка не могла превышать 7-7.5 м. Известно также, что флот Чжэн Хэ посещал Палембанг на Суматре, куда надо подниматься по реке Муси (Musi). Мы не знаем, поднимались ли флагманские корабли Чжэн Хэ до самого Палембанга, или они стояли на рейде в проливе Банка пока суда меньшей осадки шли вверх по Муси; но по крайней мере осадка судов, доходивших до Палембанга не могли превышать 6 м.
Даже в «минимальных» предположениях, совместимыми с цифрами из «Истории Мин» (то есть 1 чи = 10,5 дюйма, и осадка в 20 футов = 6 метров), Э. Дрейер оценивает водоизмещение флагманов флота Чжэн Хэ в 19 тысяч тонн. Естественно, в предположении большего значения чи и большей осадки судов, получаются ещё большие оценки водоизмещения.

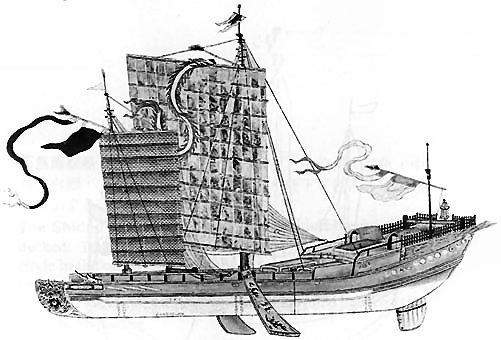
Джонка с рисунка сунской эпохи демонстрирует традиционную конструкцию китайского плоскодонного судна. За отсутствием киля, большой руль (на корме) и боковые шверцы помогают остойчивости судна

Огромный размер «сокровищниц» Чжэн Хэ (по крайней мере, крупнейших из них), о котором сообщают минские источники, вызвал, и продолжает вызывать немало споров среди историков кораблестроения. Для читателя, знакомого с европейскими кораблями, удивление вызывают и пропорции этих судов, то есть необычно широкий корпус в пропорции к его длине или осадке.
К примеру, предполагаемые корабли-сокровищницы сравнимы по длине с такими парусными гигантами начала XX в. как «Пруссия» (которые, однако, имели стальные корпуса и вспомогательные паровые машины для контроля (через стальные кабеля) парусов). Осадка «сокровищницы» была видимо лишь ненамного меньше «Пруссии» (8,26 м), однако минский гигант был в три раза шире германского винджаммера (16,3 м).
Однако такого рода пропорции не являются необычными для Китая, где издревле строились широкие и сравнительно плоскодонные суда для судоходства по Жёлтому и Восточно-Китайскому морю.
К примеру, в 1973 г близ Цюаньчжоу (пров. Фуцзянь) были обнаружены остатки судна поздней сунской эпохи (не ранее 1272 г.) длиной 34 м и шириной 9,8 м
(по другим данным, 24 на 9 м, то есть с пропорцией длина: ширина=2,6)
(См. также: Цюаньчжоу)
Каркас традиционного европейского судна можно уподобить дереву — с мощным продольным килем, выполняющим роль ствола, к которому, как ветви, прикреплялся как каркас бортов, так и мачты. Структуру же традиционной китайской джонки, с плоским дном и поперечными водонепроницаемыми переборками (которые играли структурную роль, и к которым прикреплялись мачты), скорее можно сравнить со стволом бамбука.
Упоминается что корабли-сокровищницы имели по 9 мачт, несущих, вместе взятые, 12 парусов. На основе информации о китайской судостроительной традиции, историки полагают что они располагались не в один ряд, по главной оси корабля (как на европейских судах), а в три диагональных ряда.

### Физические свидетельства

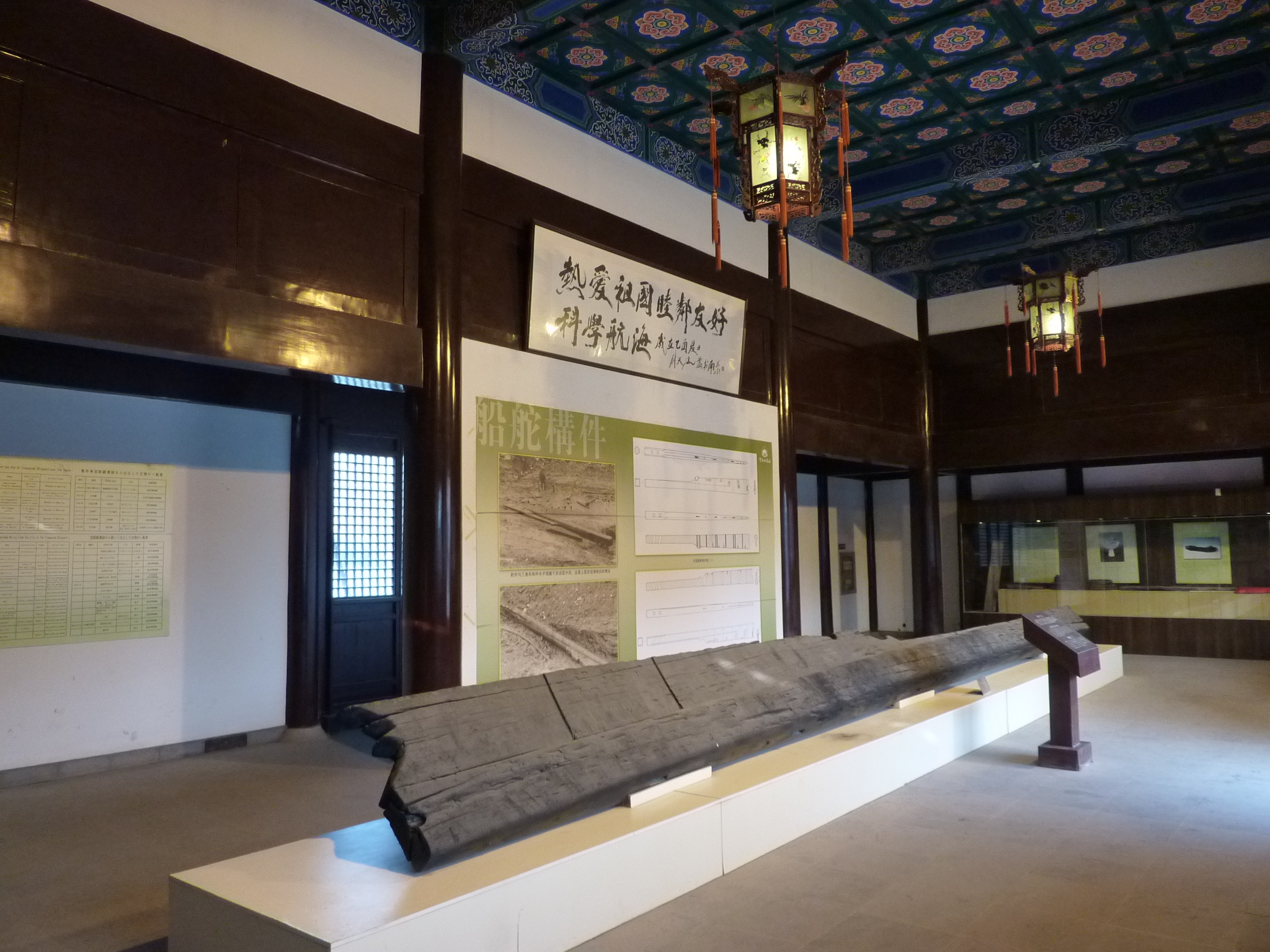
Перо руля в музее судоверфи Лунцзян

Существует мало физических доказательств, о том что корабли сокровищ действительно были таких размеров, как говорится в минских историях. Тем не менее, в 1962 г при раскопках на месте судоверфи Лунцзян в Нанкине была обнаружена ось руля длиной в 11 м; перо руля (не дошедшее до нас) прикреплялось к 6-метровому отрезку оси. По мнению китайских археологов, это соответствовала бы размеру пера руля в около 42,5 м². Полагаясь на пропорции известных (меньших по размеру) китайских судов и их рулей, китайский археолог Чжоу Шидэ вычислил, что такой гигантский руль подошёл бы судну с длиной киля в 480—536 чи (то есть 149—166 метров) Известный специалист по науке и технике древнего Китай Джозеф Нидхэм принимал поход Чжоу без вопросов, но по мнению других специалистов по судостроению старого Китая, Кристофера Уэйка или Синь Юаньоу, арифметика Чжоу не слишком корректна, так как он экстраполирует с судов совсем других пропорций, нежели те, которые Уэйк считает вероятными для кораблей Чжэн Хэ.
Кроме того, известны размеры сухих доков нанкинской верфи Лунцзян. Там было 7 доков, 450 метров длиной; большинство из них были от 27 до 37 метров в ширину, но два из них были 64 метров в ширину, что позволяло бы работать над судами 50 м в ширину.

## Остойчивость и манёвренность

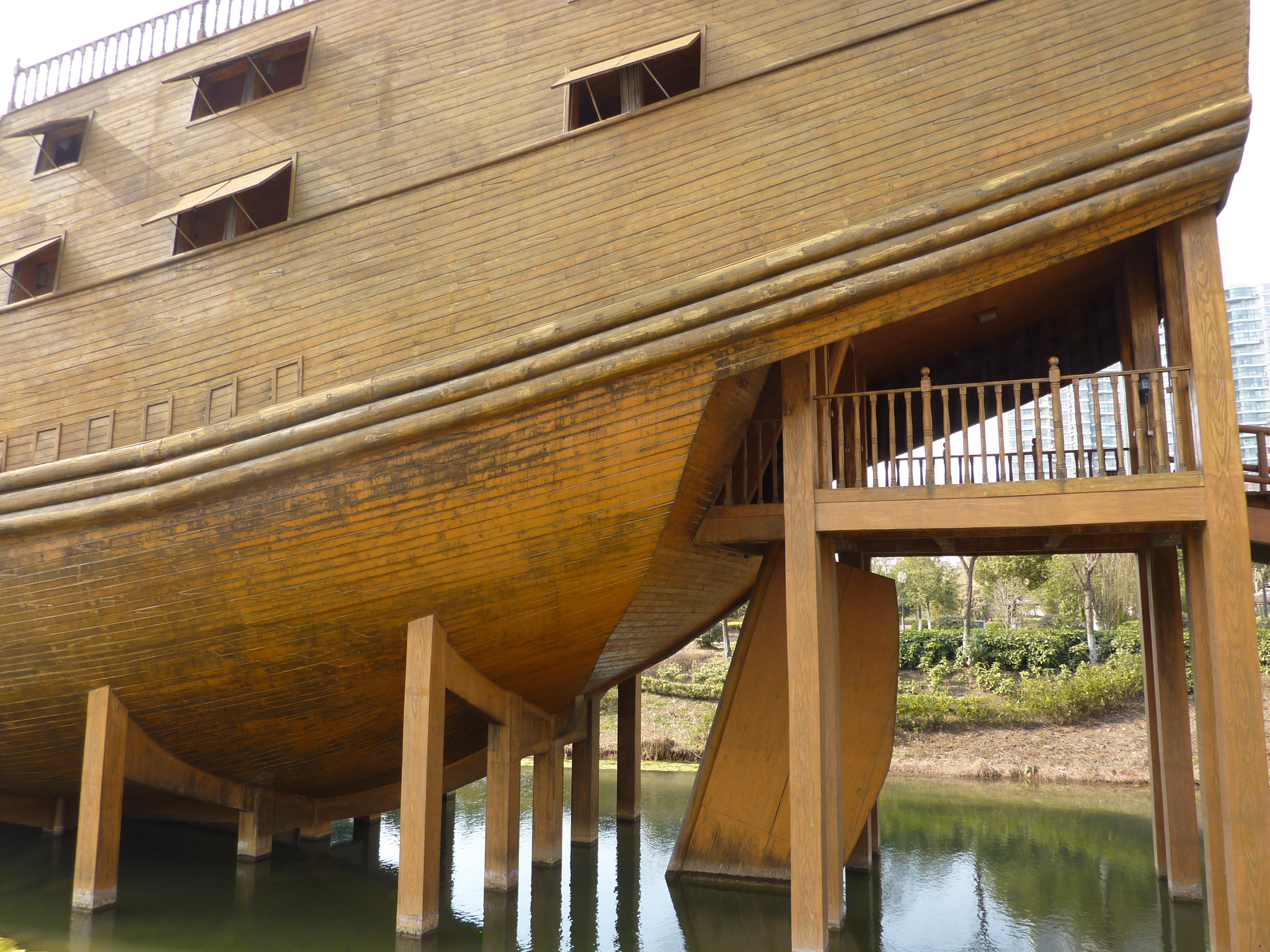
Руль на современной модели корабля-сокровищницы (судоверфь Лунцзян)

На плоскодонном судне без киля было бы трудно плыть под углом к ветру, так как оно бы испытывало сильный снос в поперечном направлении (leeway). Для уменьшения этого, сравнительно руль китайских кораблей до какой-то степени замещал киль: его можно было поднимать и опускать, и при плавании на достаточной глубине его нижняя кромка находилась на большей глубине, чем дно судна (тогда как на европейских кораблях высота руля была фиксированной, и его нижняя кромка была вровень с дном судна). В полностью опущенном положении руль так же более эффективно выполнял свои рулевые функции.
Для уменьшения поперечного сноса и увеличения устойчивости на бескилевых судах применялись также боковые шверцы (leeboards), опускаемые в воду с бортов корабля.
Тем не менее, историки считают, что флот Чжэн Хэ, построенный на основе принципов, разработанных китайскими корабелами в условиях прибрежных морей, был главным образом рассчитан на путешествия по сравнительно спокойным прибрежным морям и эстуариям восточной и южной Азии. Его самые длинные переходы в открытом море были через Южно-китайское море (из Китая в Юго-Восточную Азию), Бенгальский залив (между северной оконечностью Суматры и Цейлоном) и Аравийское море (между Цейлоном или Южной Индией и Персидским заливом, Аравией, и Африканским Рогом) — то есть по традиционным торговым путям с хорошо известным и более или менее предсказуемым режимом стабильных муссонных ветров. На таких судах едва ли можно было плавать, например, в Ревущих сороковых, вокруг мыса Горн.

## Скептический взгляд на традиционные размеры

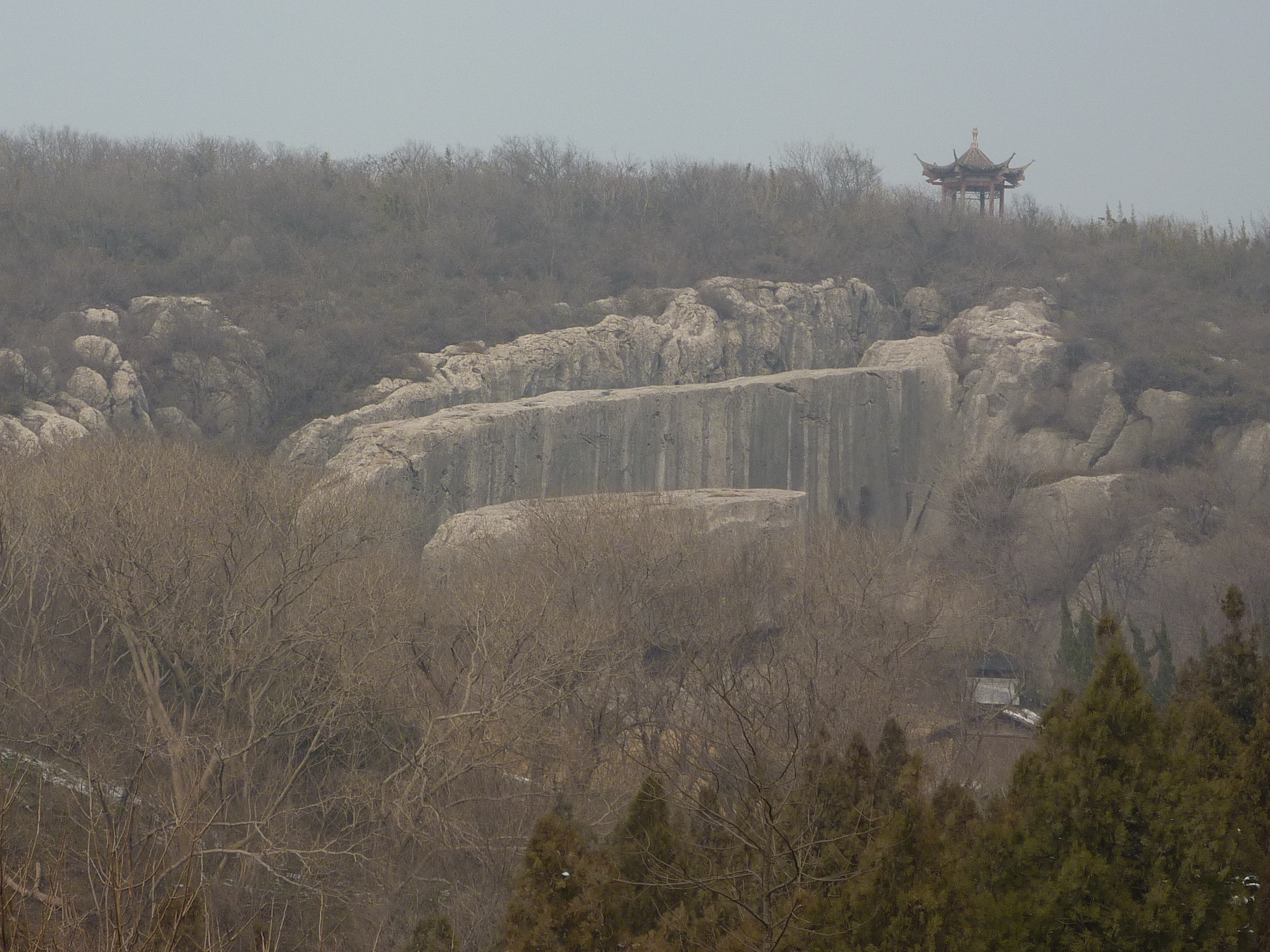
Хотя от кораблей-сокровищниц почти ничего не осталось, о склонности Чжу Ди к гигантским проектам свидетельствует более долговечный артефакт:
незаконченная стела, которую император намеревался водрузить в отцовском мавзолее

Ряд специалистов полагают, что традиционный размер кораблей-сокровищниц — 440 или 444 чи в длину, с непомерной шириной в 180 чи — восходит вовсе не к реальным источникам XV века, а лишь к полуфантастическому роману Ло Маодэна.
Современный сторонник такого скептического подхода, Кристофер Уэйк, предполагает, что гораздо лучше моделировать суда Чжэн Хэ на корабле 1270-х годов, остатки которого были найдены в 1973 г. на дне речной губы у Цюаньчжоу. Размеры этого трехмачтового грузового корабля составляли, по данным археологов, 34 м в длину и 9,8 м в ширину. Судно имело круглое, а не плоское дно. Предполагая осадку в 3 м, Уэйк оценивает объём трюмов этого судна в около 325 м³.
Уэйк отмечает сходство размеров корабля из Цюаньчжоу с пассажирскими судами (客舟, кэчжоу), на которых плавали дипломаты сунской эпохи (т. е 31 м на 7,7 м). Они имели меньшую ёмкость трюмов, чем грузовой корабль из Цюаньчжоу (около 130 м³), поскольку большая часть корпуса судна была занята помещениями для команды; однако они имели достаточно высокую (3 чжана — сравнимую с кораблем из Цюаньчжоу) настройку на корме, где и размещались пассажиры. По мнению Уэйка, значительную долю флота Чжэн Хэ могли составлять именно грузовые и пассажирские суда, достаточно сходные с этими двумя типами (грузовые — по типу судна из Цюаньчжоу, пассажирские — по типу кэчжоу), хотя возможно, и несколько увеличенные в размерах. Он полагает, что суда типа цюаньчжоуского вполне могли быть увеличены до 40 м в длину, с сохранением пропорций, что дало бы объём трюмов около 770 м³.
Самые же крупные суда Чжэн Хэ, то есть легендарные корабли сокровищ, могли, по мнению Уэйка, быть примерно в два раза больше корабля из Цюаньчжоу в каждом линейном измерении, то есть быть примерно 68 м в длину. По его мнению, они были бы сходны с купеческими кораблями из того же Цюаньчжоу, которые были описаны Марко Поло. Согласно Марко Поло, такие суда могли брать на борт 5000-6000 «корзин» (итал. sporta) перца; Уэйк, считающий что венецианская корзина была в 225 кг, оценивает эту поклажу как около 2,600 м³.

## Предшественники

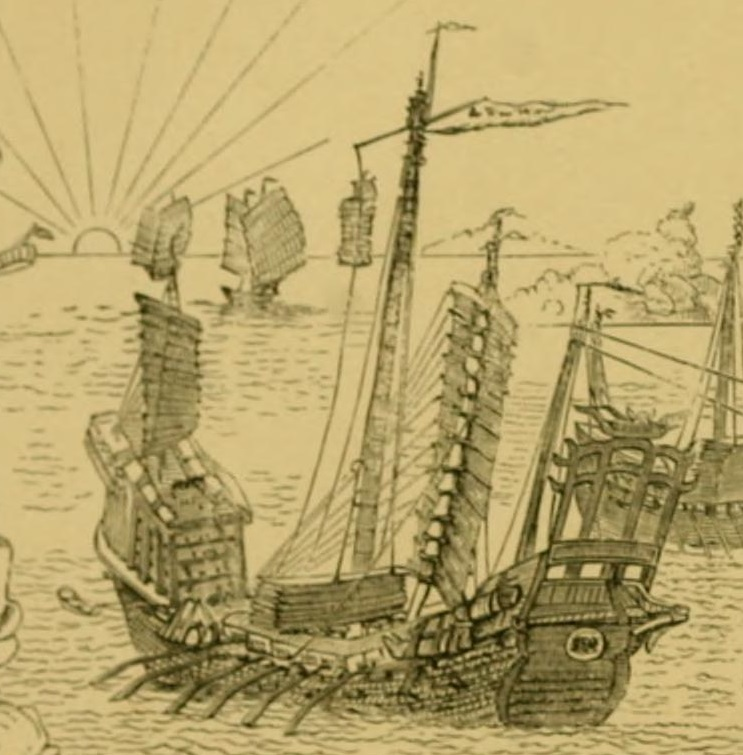
Джонка XIV в (Династия Юань). Кристофер Уэйк полагает, что «корабли сокровищ» были по типу сходны с подобным судном, найденным у Цюаньчжоу в 1973 г, но превосходили его в каждом измерении в два раза

Полагают, что строительство подобных гигантских судов в эру Юнлэ не было беспрецедентным для Китая. В частности, существуют данные о существовании судов в 20 чжанов длиной ещё в Танскую эпоху, и почти в 40 чжанов длиной во времена династии Сун.
Утверждается, что пассажирские суда (客舟, кэчжоу) сунского императора Хуэйцзуна (правил 1100—1126) были 10 чжанов в длину и 2,5 чжана в ширину, (т. е 31 м на 7,7 м), а «божественные суда» (神舟, шэньчжоу), посылавшиеся в его царствие с посольствами в соседние страны, были в три раза больше.
Что касается немореходных судов, то они могли быть даже больше, чем «сокровищницы» Чжэн Хэ. Некоторые авторы утверждают, что для отдыха и развлечения высокопоставленных особ сунской империи на Западном Озере Ханчжоу имелись прогулочные суда до 50 чжанов длиной. Впрочем, согласно другим авторитетам, крупнейшие суда, существовавшие в Китае до минской династии, были колёсные суда, использовавшиеся на Янцзы против пиратов в XIII в., и достигавшие 360 чи в длину и 41 чи в ширину.

## Другие суда Чжэн Хэ в романе Ло Маодэна
Достоверные исторические источники не дают детального описания других судов (кроме «сокровищниц»), входивших в состав флота Чжэн Хэ. Тем не менее некоторые авторы воспринимают серьёзно список, приводимый Ло Маодэном в его историко-фантастическом романе «История о плавании Великого евнуха Саньбао в Западный океан» («三宝太监西洋通俗演义记», или просто "西洋记", «История о Западном океане», 1597 г). Согласно этому роману, во флоте Чжэн Хэ было лишь четыре 9-мачтовых 44-чжановых «корабля сокровищ». Другие же суда флота делились на следующие классы:
- Конские корабли: (马船, Machuan) Восьмимачтовые суда, 102 метров длиной и 41 метров шириной. Назывались так ввиду того, что эти корабли по китайской традиции перевозили коней и разнообразные товары, предназначенные для принесения в дар во время дипломатических переговоров. Также на них мог находиться продовольственный запас экспедиции и фураж.
- Грузовые корабли: Семимачтовые, длиной в 77 метров, шириной в 35. Перевозили продовольствие для личного состава.
- Танкеры для питьевой воды
- Корабли для перевозки войск: Шестимачтовые, 66 метров в длину и 25 в ширину.
- Военные корабли: (Fuchuan) Пятимачтовые, 50 метров в длину.
- Сторожевой корабль: Боевой корабль с восемью парами весел, в длину имел около 36 метров[32].

Однако критически настроенные историки полагают, что роман Ло Маодэна, написанный более чем полтора столетия спустя после путешествий Чжэн Хэ, и включающий много фантастических элементов (флот состоит из 1.476 или 1.456 судов; суда могли быть построены лишь с помощью божественного мастера Лу Баня;
достигнув Аравии, моряки продолжают несколько месяцев плыть на запад, и в некоей туманной и заснеженной стране встречаются с сатаной), не следует использовать как источник какой-либо фактической информации. В то же время российский китаист А. В. Вельгус, указывал, что в романе Ло Маодэна много фантастики, но в некоторых описаниях автор определённо пользовался данными исторических и географических источников. Так, в частях романа, относящихся к Африке, Ло Маодэн, как указывает А. В. Вельгус, почти в слово в слово повторяет тексты из сочинения Фэй Синя «Достопримечательные края, виденные во время плаваний на звездном плоту» («Синь ча шэн лань», 1436 г.). Ло Маодэн приводит тексты грамот местных правителей Могадишо, Джубы, Бравы, адресованных китайскому императору. Поэтому, А. В. Вельгус приходит к заключению, что несмотря на вымысел, не все в романе Ло Маодэна является фантастикой, и учитывать сведения из этого романа при определённом критическом подходе к ним — не лишнее.

## Скорость
Суда-сокровищницы отличались своими размерами, но не скоростью. В благоприятных условиях, например при плавании с зимним муссоном из Фуцзяни в Юго-восточную Азию, флот Чжэн Хэ развивал среднюю скорость около 2,5 узлов (4.6 км/ч); на многих других отрезках его маршрута фиксировалась значительно меньшая средняя скорость, порядка 1,4-1,8 узла.
Как отмечают историки, эти скорости были сравнительно низкими по меркам позднейших европейских парусных флотов, даже в сравнении с
линейными кораблями, которые строились с упором на силу вооружения, а не на скорость. К примеру, в 1809 году эскадра адмирала Нельсона, состоявшая из 10 линейных кораблей, пересекла Атлантический океан со средней скоростью 4,9 узла.

### Основные источники (современные биографии Чжэн Хэ, и статьи по теме)
- Dreyer, Edward L. (2007), Zheng He: China and the oceans in the early Ming dynasty, 1405-1433, The library of world biography, Pearson Longman, ISBN 0321084438
- Levathes, Louise (1994), When China Ruled the Seas: The Treasure Fleet of the Dragon Throne, 1405–1433, Oxford University Press, ISBN 0-19-511207-5
- Wake, Christopher (Июнь 2004), The Myth of Zheng He's Great Treasure Ships, International Journal of Maritime History, 16 (1): 59–75
- Wake, Christopher (Декабрь 1997), The Great Ocean-going Ships of Southern China in the Age of Chinese Maritime Voyaging to India, Twelfth to Fifteenth, International Journal of Maritime History, 9 (2): 51–81 (также абстракт на с. 240—242) (Статья содержит данные об археологическом корабле из Цюаньчжоу, и аргументирует гипотезу, что суда из Цюаньчжоу, описанные Марко Поло, были примерно в 2 раза больше в каждом измерении)
- Church, Sally K. (2005), Zheng He: An investigation into the plausibility of 450-ft treasure ships (PDF), Monumenta Serica, LIII: 1–43, Архивировано (PDF) 25 июля 2011

### Прочие источники
Книги
- Tsai, Shih-Shan Henry (2002), Perpetual Happiness: The Ming Emperor Yongle, University of Washington Press, ISBN 0295981245
- Chan, Hok-Lam (1988), Chapter 4: The Chien-wen, Yung-lo, Hung-hsi, and Hsüan-te reigns, in Mote, Frederick W.; Twitchett, Denis; Fairbank, John King (eds.), The Cambridge history of China: The Ming dynasty, 1368-1644, Part 1, Volume 7 of The Cambridge History of China, Cambridge University Press, pp. 182–304, ISBN 0521243327
- Needham, Joseph (1971), 29, "Nautical technology", Science and civilisation in China: Physics and physical technology, vol. 4, Cambridge University Press, pp. 477–484, ISBN 0521070600

Газетные статьи
- Kahn, Joseph. China Has an Ancient Mariner to Tell You About (англ.) // The New York Times : newspapers. — New York, 2005. — 20 July. — ISSN 0362-4331.